# Angels & Airwaves
Angels & Airwaves — рок-группа, основанная в 2005 году гитаристом Blink-182, Томом ДеЛонгом. В первоначальный состав группы вошли его друг и бывший гитарист Box Car Racer Дэвид Кеннеди, барабанщик Атом Уиллард, ранее игравший в The Offspring и бывший бас-гитарист Distillers Райан Синн.
Официально группа зарегистрирована как торговая марка «Angels & Airwaves» 24 июня 2005 года. Том утверждал, что его новый проект — лучшая музыка, сделанная за последние десятилетия, намного более мощная, эмоциональная и мелодичная, чем Blink-182 и Box Car Racer вместе взятые.
Кроме того, группа сняла фильм под названием Любовь, премьера которого состоялась 11 ноября 2011 года. Также в это время вышел альбом Love Pt. 2. За месяц до выхода нового альбома и фильма, ударник Атом Уиллард ушёл из группы.. Его место занял Илан Рубин, известный как барабанщик групп Lostprophets и Nine Inch Nails.
На данный момент дискография группы включает в себя 6 студийных альбомов, последний из которых, Lifeforms, был выпущен 24 сентября 2021 года.

## История группы

### We Don’t Need to Whisper(2005—2006)
Том ДеЛонг начал работать над дебютным альбомом своей новой группы, вскоре после того, как Blink-182 ушли в бессрочный отпуск в феврале 2005 года. Об этом «бессрочном отпуске» ходило множество самых разных слухов, однако Том более полугода воздерживался от любых интервью, касающихся его ухода из группы и дальнейших планов. Вместо этого он сосредоточил силы на сочинении и записи нового материала на своей домашней студии. В сентябре 2005 он наконец сделал публичное заявление в журнале «Kerrang!», в котором открыл имя своей новой группы — «Angels & Airwaves». Изначально логотипом группы была аббревиатура «AAA», однако через пару недель Том решил перевернуть среднюю букву, чтобы аббревиатура совпадала с именем его дочери — Ava.
В конце 2005 — начале 2006 года Том давал многочисленные интервью, в которых весьма восторженно отзывался о предстоящем альбоме. В интервью журналу «Kerrang!» он сказал: «Как раз перед расколом Blink 182, когда мы были в Европе, со мной что-то случилось. Моё сердце металось в течение трёх недель, и ничего подобного не случалось со мной ранее. Я действительно чувствовал, что я предназначен, чтобы сделать нечто большее». В том же самом интервью он заявил: «Музыка Angels & Airwaves имеет концептуальную глубину Pink Floyd, архитектуру U2 и юношескую энергию Blink-182. Все песни очень кинематографичны, мелодичны и эпичны. Каждая песня даёт вам приток энергии, и вам хочется кричать, словно весь мир перед вашими ногами. Вы когда-нибудь летали на реактивном самолёте? Эта музыка вызывает похожие чувства».
По замыслу группы дебютным синглом должна была стать Valkyrie Missile, которую было решено распространить посредством ITunes 13 декабря 2005 года (в день тридцатилетия Тома). Но руководство лейбла было против и 13 декабря песня не вышла, зато миру был представлен трейлер Angels & Airwaves, в котором, кроме музыкальной нарезки из Valkyrie Missile, был красивый видеоряд с элементами CGI-графики и, конечно, моментами записи альбома. Чуть позже вышел видеоролик под названием «First Contact» в котором, как можно догадаться по названию, можно было ознакомиться с участниками и идеями группы, а также на фоне этого звучали отрывки из все той же Valkyrie Missile и также It Hurts. Релиз Valkyrie Missile был отодвинут до марта-апреля 2006 года, но судьба все расставила по-другому (или, может, это был коварный ход пиар-компании?): некие хакеры взломали сервер, где чудом оказалась The Adventure, и, как итог — все Blink-182-сообщество вечером 4 февраля сошло с ума от потрясающей эпической музыки, которую предложил Томас своим преданным и не очень фанатам. 17 февраля вышла ещё одна песня: Good Day, но вроде как, Том сам велел «слить» её в интернет. Спустя месяц Том дал интервью на одной из американских радиостанций, где также прозвучали отрывки Valkyrie Missile, It Hurts, A Little’s Enough и совершенно новая, ранее нигде даже не упоминавшаяся песня, The Gift. А 12 апреля 2006 года всему миру стал доступен весь дебютный альбом группы Angels & Airwaves «We Don’t Need To Whisper». Официальный релиз альбома состоялся 23 мая 2006. Альбом поднялся до четвёртого места в Billboard 200 и отправился на золото.
23 апреля 2007, на 28-й день рождения Райана Синна, было объявлено, что он не принимал участие в открытом концерте, посвящённом Дню Земли в университетском городке M.I.T. днём раньше (22 апреля 2007) из-за возникших проблем с группой. Вскоре после этого инцидента, 15 мая, в фан-клубе «Армия Ангелов», Синн оставил сообщение в котором говорилось, что он более не является участником Angels & Airwaves. В одном из последующих интервью журналу «Kerrang!» ДеЛонг сказал: «Он реально потрясающая личность и замечательный бас-гитарист. Но у него были другие приоритеты и другие вещи в жизни о которых он должен был заботиться. Остальные из нас были готовы найти решение, но он не смог».
На время тура место Райана занял Мэтт Уоктер, ранее игравший в 30 Seconds To Mars. Впоследствии он был утверждён как постоянный участник группы. Помимо этого, Атом Уиллард оставил The Offspring, чтобы посвятить Angels & Airwaves всё своё время.

### I-Empire(2007—2008)
В интервью журнала «Kerrang!», ДеЛонг обсуждал предстоящий альбом. Он сообщил, что новый альбом будет называться I-Empire и будет выпущен на Universal / Island Records. В него войдут 11—13 композиций, среди которых и Star Of Bethelem, записанная в конце ноября 2006 года и выпущенная на сборнике KROQ Kevin and Bean’s 2006 Super Xmas CD. Он сказал, что их новый альбом будет: «Такой восхитительный как это возможно в рок-н-ролле. В этой записи мы взяли всё лучшее из предыдущей и увеличили это в 10 раз. Альбом более мощный, более эмоционально позитивный и более эпический в своей сущности».
18 июля 2007 группа обновила дизайн официального сайта, изобразив на нём мотоциклиста и flash-аппликацию в виде мигающего текста: «I-Empire, Fall 2007» («I-Empire, осень 2007 года»). Также flash-аппликация проигрывала небольшой клип, возможно, из «I-Empire», вместе с частью выступления бывшего президента США Эйзенхауэра транслировавшегося с помощью спутника. В использованной на сайте части сообщения говорится: «Благодаря чудесам научного прогресса, мой голос приходит к вам через спутник, вращающийся в открытом космосе. Моё сообщение простое. Через это уникальное средство я переправляю вам и всей Америке пожелание мира на земле и доброжелательности людей, где бы они не находились». Flash-аппликация заканчивается цитатой: «Если бы у меня был собственный мир… Я бы построил вам империю…»
29 августа 2007 года Angels & Airwaves добавили на сайт новый трейлер предстоящего альбома. Трейлер является монтажом видео из предстоящего фильма «I-Empire» и предстоящего документального фильма и представляет новую песню «Call To Arms».
На акустическом концерте 29 июля Angels & Airwaves представили на суд публики четыре новые песни из их предстоящего альбома с IPod’а Атома Уилларда. Это были «Secret Crowds», «Sirens», «Everything’s Magic», and «Lifeline». Кто-то в зрительном зале записал концерт на видео и потом выложил эти песни в сеть. В результате они довольно быстро разошлись по всему интернету.
Первым синглом с нового альбома стала композиция «Everything's Magic». Также на неё был выпущен клип.
Сам альбом вышел 6 ноября 2007 года. Он дебютировал в Billboard 200 chart на 9-м месте с числом продаж 66,000 в течение первой же недели. Также он занял первое место в iTunes Top Albums chart.
16 ноября Том заявил на «Modlife.com», что «Breathe» станет следующим синглом / клипом с альбома.

### Love(2009—2013)
В январе 2009 началась запись третьего альбома AvA. Однако уже в феврале произошло воссоединение культовой группы Blink-182, в которой Том начинал свою карьеру и которая распадалась на долгих пять лет — из-за этого работа над пластинкой несколько затянулась.
В декабре для бесплатного скачивания стал доступен первый сингл — Hallucinations. Релиз лонгплея и сопровождающего его фильма, запланированного группой ещё в далёком 2008 году, был обещан к 14 февраля 2010 года. Фильм (рабочее название — I-Empire) и сам альбом решено было назвать Love.
Новый альбом Angels and Airwaves, как и было обещано, вышел на два дня раньше, но не для Fuel TV, а официально для премиум-пользователей Modlife.
В июле 2011 группа сообщила, что их новый альбом станет продолжением концепции Love, его второй частью. Датой релиза Love. Part Two и фильма было назначено 11 ноября 2011 года. В августе увидел свет первый сингл с новой пластинки — Anxiety. В конце октября альбом попал в Сеть, из-за чего релиз было решено перенести на 8 ноября. К этому же времени относится и выход долгожданного кинофильма Love (реж. — Уильям Юбэнк), собравшего несколько престижных кинофестивальных наград. Сразу после выхода пластинки фанатов ждало неприятное известие — состав AvA покинул барабанщик Атом Уиллард, вскоре заменённый на Илана Рубина. Годом позже — в декабре 2012 — свет увидела последняя работа, связанная с масштабным проектом Love — новый EP под названием Stomping Phantom Brake Pedal, содержащий несколько ремиксов, а также новый трек Diary, который группа посвятила памяти скончавшегося звукорежиссёра Джеффа «Криттера» Ньюэлла, работавшего с ними на протяжении многих лет.

### Poet Anderson: The Dream Walker (2014—2017)
Недолгим после выхода «Love — Part Two» Том ДеЛонг заявил, что в ближайшие несколько лет группа выпустит ещё два новых альбома и фильма к ним (по аналогии с проектом «Love»). В апреле 2014 года Том подтвердил информацию о том, что пятый студийный альбом Angels & Airwaves — «The Dream Walker», а также сопровождающий его мультипликационный фильм «Poet Anderson» увидят свет на Хэллоуин 2014.
24 июня 2014 Мэтт Уоктер покинул группу, чтобы сосредоточиться на своей семье. ДеЛонг опубликовал сообщение на Facebook, объясняя, что они все ещё оба близкие друзья и что Мэтт, возможно, присоединится к ним снова в будущем. 4 июля Angels и Airwaves закончили снимать свой новый клип на новый сингл альбома, который выходит на Хэллоуин. 9 июля Том ДеЛонг подтвердил в фото пост на Facebook группы, что Эдди Брекенридж (из пост-хардкор группы Thrice) присоединился к Angels & Airwaves.
В своём Твиттере музыкант указал на тот факт, что для группы это самый главный в творчестве, «определяющий» альбом. Осенью 2014 были последовательно выпущены сразу 4 новых сингла: «Paralyzed», «The Wolfpack», «Bullets in the Wind» и «Tunnels». Датой релиза альбома «The Dream Walker» назначено 9 декабря 2014. В первую неделю пластинка сразу же взлетела в топ iTunes в 30 странах мира, включая Россию. В интервью Diffuser.fm Том рассказал о планах группы на 2015 год: команда планирует заняться выпуском полнометражного «Poet Anderson», отправиться в тур, а также в конце года начать работу над новым проектом (видимо, «Strange Times», упоминавшемся Томом ранее).

### Lifeforms (с 2018)
В начале 2018 года после долгого затишья ДеЛонг сообщил, что Мэтт Уоктер и Дэвид Кеннеди возвращаются в группу.
В то же время Angels & Airwaves начинают запись нового альбома. Вскоре Уоктер опять покидает группу, не поучаствовав в записи.
5 мая 2019 года группа анонсирует свой первый за 7 лет тур, а также 30 апреля 2019 года выпускает сингл Rebel Girl под эгидой лейбла Rise. Примерно в то же время Делонг сообщает, что намерен вернуться в Blink-182 после выхода нового альбома.
30 августа группа выпускает сингл Kiss & Tell. Чуть ранее группа отправилась в турне по США, в котором был представлен новый басист группы — Мэттью Рубано. В начале апреля ДеЛонг сделал пост в своём Instagram, заявив о «практически полной готовности» альбома. 16 апреля 2020 года группа выпустила сингл All That’s Left Is Love. По словам ДеЛонга, все средства, вырученные с дистрибуции сингла, пойдут на помощь больным COVID-19, а сама песня также не войдёт в состав нового альбома. Через несколько дней после выхода песни Том ДеЛонг рассказал, что альбом переносится на неопределённый срок, так как группа решила во время карантина написать несколько новых песен и расширить новый альбом с традиционных 10 до 14-16 треков. 26 июня 2020 года, в день выхода клипа на All That’s Left Is Love, Том сообщил, что в финальную версию пластинки войдут 12 композиций, и что последняя стадия записи начнётся неделей позже. 11 июля ДеЛонг сказал, что дата выхода альбома вновь переносится, на этот раз на начало 2021 года. 17 марта 2021 года группа объявила, что вышедший 2 года ранее трек «Rebel Girl» не попадёт на альбом, и что первый сингл с новой пластинки будет выпущен в ближайшее время. 11 апреля звукорежиссёр группы Аарон Рубин рассказал, что на грядущем альбоме всё-таки появятся Rebel Girl и Kiss & Tell, а также 10 новых песен. 19 мая 2021 года, вышел третий сингл Euphoria, который за несколько часов до этого был слит на Reddit. В этот же день группа анонсировала тур под названием Lifeforms, намекнув на название грядущего альбома. Вслед за этим группой были выпущены синглы Restless Souls, Losing My Mind и Spellbound, а песня Timebomb была исполнена вживую, из-за чего 7 из 10 песен грядущего альбома оказались доступны для прослушивания до его релиза. 22 сентября, за 2 дня до выхода альбома, Timebomb была выпущена в качестве седьмого сингла. 24 Сентября альбом был выпущен полностью, помимо того что уже выходило в качестве синглов были 3 новые песни : «automatic» «no more guns» «a fire in a nameless town» В японской версии альбома, был бонусный трек «All That’s Left Is Love» так же выходивший ранее в качестве сингла

## Состав

### Нынешние участники
- Текущий состав Angels & Airwaves
- Том Делонг
- Илан Рубин
- Дэвид Кеннеди

- Том ДеЛонг — вокал, гитара, клавишные, синтезатор (2005 — настоящее время), бас-гитара (2014—2018)
- Илан Рубин — ударные, перкуссия, клавишные, бэк-вокал (2011 — настоящее время), гитара и бас-гитара (2014—настоящее время)
- Дэвид Кеннеди — гитара, клавишные, синтезатор (2005—2014; 2018 — настоящее время), продюсирование (с 2018)
- Мэттью Рубано — бас-гитара, бэк-вокал (2019 — настоящее время)

### Бывшие участники
- Райан Синн — бас-гитара (2005—2007)
- Атом Уиллард — ударные, перкуссия (2005—2011)
- Эдди Брекенридж — бас-гитара (2014)
- Мэтт Уоктер — бас-гитара, клавишные, бэк-вокал (2007—2014; 2018—2019)

## Дискография
Студийные альбомы
- 2006 — We Don't Need to Whisper
- 2007 — I-Empire
- 2010 — Love
- 2011 — Love: Part Two
- 2014 — The Dream Walker
- 2021 — Lifeforms

Мини-альбомы
- 2012 — Stomping the Phantom Brake Pedal
- 2015 — …Of Nightmares
- 2016 — Chasing Shadows
- 2017 — We Don’t Need To Whisper (Acoustic EP)

Внеальбомные синглы
- 2020 — All That's Left Is Love
- 2020 — Paper Thin (совместно с Illenium)

## Интересные факты
- Песни группы широко использует Тиль Швайгер в своих фильмах. Так, «Lifeline» и «Everything’s Magic» с I-Empire звучат в фильме «Красавчик», песня «Epic Holiday» с Love — в «Соблазнителе».